# Titan Maskinfabrik
Titan Maskinfabrik war ein dänischer Hersteller von Elektroautos.

## Unternehmensgeschichte
Das Unternehmen aus Kopenhagen begann 1905 mit der Produktion von Elektro-Kleintransportern. Der Markenname lautete Titan. Im gleichen Jahr endete die Produktion.

## Fahrzeuge
Das einzige Modell war ein Dreirad. Die Ladefläche befand sich zwischen den gelenkten Vorderrädern vor dem Fahrer. Die Nutzlast betrug 250 kg. Ein 1,5-PS-Elektromotor unbekannter Herkunft trieb über eine Kette das einzelne Hinterrad an.